# Serena Shim
Serena Shim (arabisch سيرينا علي سحيم, Serena Ali Suhaim; * 10. Oktober 1985 in Detroit, Michigan; † 19. Oktober 2014 in Suruç, Türkei) war eine amerikanische Journalistin libanesischer Abstammung. Während ihrer Berichterstattung über den Kampf um Kobanê für den iranischen Auslandsfernsehsender Press TV kam sie unter ungeklärten Umständen ums Leben.

## Leben
Serena Shim berichtete für ihren Arbeitgeber Press TV aus dem Libanon, Irak, der Ukraine und der Türkei. Sie war verheiratet und hinterließ zwei Kinder.

### Berichterstattung über den Kampf um Kobanê
Shim war ab dem 11. Oktober in der Türkei, um über den Kampf um Kobanê zu berichten und den Vorwürfen nachzugehen, die Türkei würde die Terrormiliz ISIS unterstützen. Sie hielt sich dafür in Suruç, in der Provinz Şanlıurfa, einem ländlichen Gebiet nahe der syrischen Grenze, auf.

### Spionagevorwürfe seitens der Türkei
Am 17. Oktober, zwei Tage vor ihrem Tod, berichtete Shim, dass der türkische Geheimdienst MİT sie der Spionage beschuldige.
Grund dafür waren laut Shim ihre Berichte über die Rolle der türkischen Regierung beim Kampf des ISIS in Kobane.
Shim filmte, wie ISIS-Kämpfer am hellen Tag von der türkischen Grenze nach Syrien geschmuggelt wurden. Sie berichtete, sie habe gesehen, dass ISIS-Kämpfer in LKWs mit dem Logo der „World Food Organization“ und anderen NGOS transportiert wurden. Gemeint war vermutlich das Welternährungsprogramm der Vereinten Nationen. In einem Fernsehinterview sagte Shim, sie habe „nichts zu verbergen“, sei aber „etwas besorgt“ darüber, dass der türkische Geheimdienst ihr „Spionage“ vorwerfe – sie habe aber nichts als ihren Job getan. Auf einem Guardian-Blog wurde das Video eingebunden, das die Meldung über ihren Tod und die Sequenz zeigt, in der sie über die Bedrohung durch den türkischen Geheimdienst berichtete.

### Tod
Shim verunglückte am 19. Oktober 2014 bei einem Verkehrsunfall auf dem Rückweg aus Suruç in ihr Hotel. Nach Berichten der türkischen, regierungsnahen Zeitung Hürriyet kollidierte der Leihwagen, den Shim gemeinsam mit ihrer Cousine Judy Irish fuhr, mit einem Betonmischer-Fahrzeug.
Shim überlebte den Unfall und starb an einem Herzinfarkt, nachdem sie an einen unbekannten Ort gebracht wurde. Ihre Cousine Judy wurde verletzt in ein Suruçer Krankenhaus eingeliefert.

### Berichterstattung
Während Hürriyet, die türkische Presseagentur Doğan Haber Ajansı zitierend, berichtet, der Fahrer sei umgehend verhaftet worden, erklärt der iranische Fernsehsender Press TV Shims Tod für „verdächtig“ und behauptet, sowohl der Fahrer als auch das Fahrzeug seien „spurlos verschwunden“.
Şanlıurfas Gouverneur İzzettin Küçük verneinte die Berichterstattung von Press TV und bezeichnete deren Vorwürfe als „komplett aus der Luft gegriffen“ und als „Versuche, die Türkei in eine schwierige Lage zu bringen“. Gleichzeitig kündigte Gouverneur Küçük eine detaillierte Stellungnahme nach Abschluss der Ermittlungen an.